# Amtsgericht Marklissa
Das Amtsgericht Marklissa war ein Gericht der ordentlichen Gerichtsbarkeit und ein Amtsgericht in Preußen mit Sitz in Marklissa.

## Geschichte
Das königlich preußische Amtsgericht Marklissa wurde 1877 im Rahmen der Reichsjustizgesetze gebildet. Der Amtsgerichtsbezirk umfasste den Stadtbezirk Marklissa und die Amtsbezirke Gerlachsheim, Hartmannsdorf, Linda, Meffersdorf, Örtmannsdorf, Schwerta, Steinkirch und Tzschocha. Das Amtsgericht Marklissa war eines von zehn Amtsgerichten im Bezirk des Landgerichtes Görlitz im Gebiet des Oberlandesgerichtes Breslau. Das Gericht hatte damals zwei Richterstellen und war ein mittelgroßes Amtsgericht im Landgerichtsbezirk.
Im Jahre 1945 wurden der Amtsgerichtsbezirk unter polnische Verwaltung gestellt und die deutsche Bevölkerung vertrieben. Damit endete die Geschichte des Amtsgerichtes Marklissa.

## Gerichtsgebäude
Nachdem die Entscheidung für ein Amtsgericht Marklissa gefallen war, legte der Marklissaer Stadtbaurat Abel am 27. Januar 1879 Skizzen für ein Gerichtsgebäude vor. Das danach erbaute Gerichtsgebäude (Wollerstraße 335; heute ul. Kosciuski 9) war zweigeschossig und in fünf Achsen mit einem dreiachsigen Mittelrisalit gegliedert. Hinter diesem befand sich im Obergeschoss der Schöffengerichtssaal. Das Gerichtsgebäude wird heute als Wohnhaus genutzt.